# La Classe de neige
La Classe de neige (no Brasil, Viagem de Férias) é um filme de drama francês de 1998 dirigido por Claude Miller e escrito por Emmanuel Carrère. Estrelado por Clément van den Bergh, venceu o Prêmio do Júri do Festival de Cannes.

## Elenco
- Clément van den Bergh - Nicolas
- Lokman Nalcakan - Hodkann
- François Roy - pai
- Yves Verhoeven - Patrick